# Grifflenberg
Der Grifflenberg ist eine rund 268 Meter hohe Erhebung in Nordrhein-Westfalen im südlichen Stadtgebiet von Wuppertal und Namensgeber für das Wohnquartier Grifflenberg.

## Topografie
Der Geländesporn des Grifflenbergs liegt zwischen den Wuppertaler Stadtteilen Elberfeld und Cronenberg im Stadtbezirk Elberfeld.
Er liegt östlich des Osterbergs und wird von diesem durch das Tal des Ostersiepen-Baches getrennt, der im weiteren Verlauf in den Hatzenbeck mündet. Auf dem Osterberg befindet sich die 1987 eröffnete Uni-Halle. Im Westen liegt das Tal des Holzer Baches und trennt den Grifflenberg von der Friedenshöhe. Im Norden, am Fuße des Grifflenberges, schließt sich die Elberfelder Südstadt an. Im Süden liegen die Wuppertaler Südhöhen.

## Heutige Nutzung
Der Grifflenberg ist vor allem bekannt durch die 1972 erbaute Bergische Universität Wuppertal, die hier ihren Haupt-Campus hat. Vorher war das Gelände nahezu unbebaut. Die Nord-, Süd- und Ostflanken des Grifflenbergs sind recht steil, der Campus geht über mehrere Ebenen und schmiegt sich so an die Topografie an.